# عمر حمیدی
عمر حمیدی (عربی: محمد عمر حميدي؛ زادهٔ ۱ مهٔ ۱۹۸۶) یک ورزشکار اهل سوریه است.
از باشگاه‌هایی که در آن بازی کرده‌است می‌توان به باشگاه فوتبال الاتحاد سوریه، الجیش سوریه، و تیم ملی فوتبال سوریه اشاره کرد.
او همچنین در تیم ملی فوتبال سوریه بازی کرده است.